# Aleksander Balcerowski
Aleksander "Olek" Balcerowski, né le 19 novembre 2000, à Świdnica, en Basse-Silésie, est un joueur polonais de basket-ball. Il évolue au poste de pivot.

## Carrière

### En club
Balcerowski commence le basket-ball au Górnik Wałbrzych (en).
En 2014, il part en Espagne au CB Gran Canaria où il joue d'abord dans les compétitions junior.
Au cours de la saison 2016-2017, il est inclus dans l'équipe réserve en Ligue EBA avec qui il dispute trois matches.
La saison suivante, en 2017-2018, il devient un joueur principal de l'équipe réserve du CB Gran Canaria. Le 3 décembre 2017, il fait ses débuts avec l'équipe première lors d'un match de Liga ACB contre le Real Madrid en disputant une minute et trente secondes du match, le temps de capter un rebond, devenant ainsi le plus jeune joueur de l'histoire du club du CB Gran Canaria (à 17 ans et 14 jours) à participer à un match de première division espagnole. Lors de la saison 2017-2018, il participe également à deux matches d'EuroCoupe.
Le 17 janvier 2019, lors d'un match contre Fenerbahçe, il fait ses débuts en Euroligue.
Entre 2021 et février 2022, Balcerowski est prêté au KK Mega Basket, club serbe de première division qui est connu pour former les jeunes talents européens.

### Sélection nationale
Il est sélectionné dans les équipes nationales junior pour les compétitions U16 et U18, participant notamment aux Championnats d'Europe en Division B dans cette catégorie d'âge.
En 2017, il est pré-sélectionné dans l'équipe nationale polonaise mais il n'est pas retenu dans la sélection finale pour participer à l'EuroBasket 2017.
En marge de la Coupe du monde 2019, il fait ses débuts avec la sélection professionnelle le 9 août 2019 lors d'un match amical contre la Jordanie ; titularisé, il termine la rencontre avec 9 points, 3 rebonds et 2 passes décisives en 19 minutes de jeu. Entre le 31 août et le 16 septembre 2019, il est retenu parmi les douze joueurs pour participer Coupe du monde 2019 en Chine avec l'équipe nationale de Pologne.

## Palmarès

### Sélection nationale
- 12e aux championnats d'Europe U18 Division B en 2018
- Participation à la Coupe du monde en 2019

### Distinctions personnelles
- Meilleur espoir de l'EuroCoupe 2020-2021 et 2022-2023

### Club
- Vainqueur de l'EuroCoupe 2022-2023 avec le CB Gran Canaria
- Vainqueur de l'Euroligue 2023-2024
- Vainqueur de la Coupe intercontinentale 2024
- Vainqueur de la Supercoupe d'Espagne 2024

## Vie privée
Son père, Marcin Balcerowski, est un joueur de basket-ball en fauteuil roulant avec l'équipe de Pologne ; avant son accident, il pratiquait déjà le basket-ball avec les valides en tant que joueur de Górnik Wałbrzych.